# Munții Grampieni

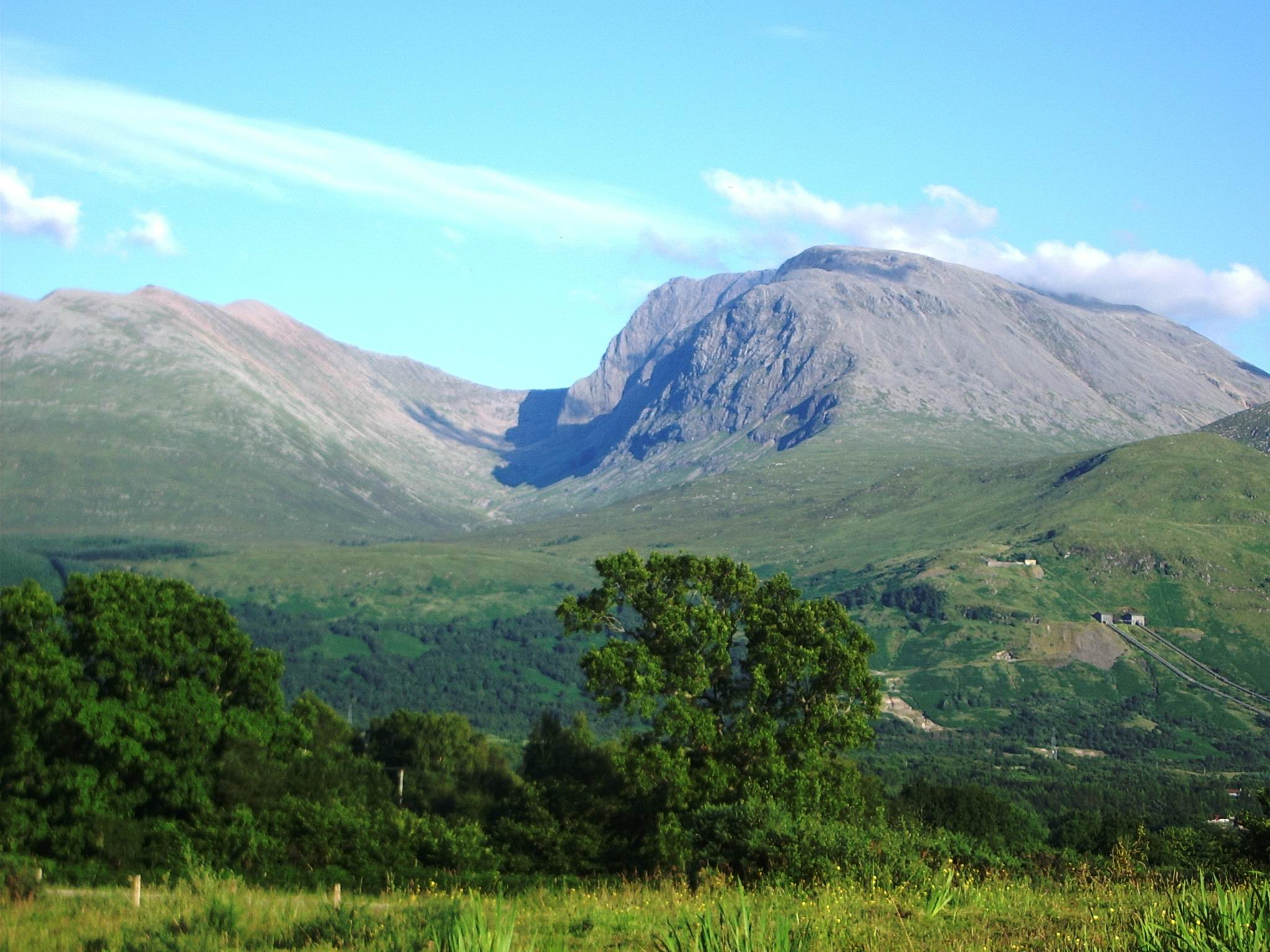
Vârful Ben Nevis, Scoţia

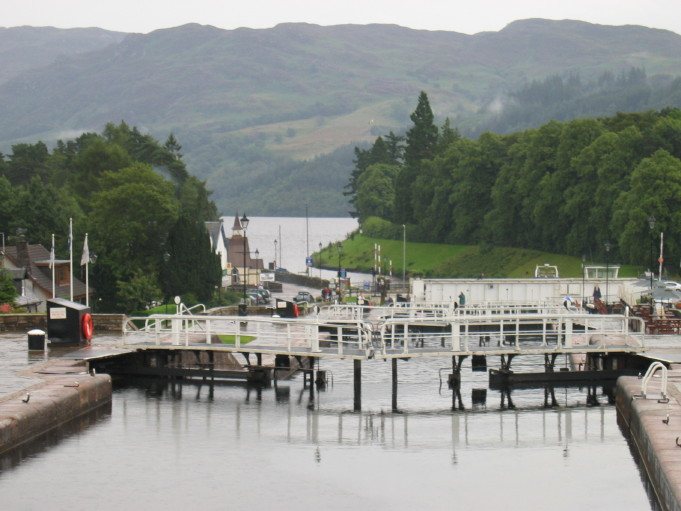
Canalul Caledonian, Scoţia

Munții Grampieni (engleză: Grampian Mountains) se află în Scoția, în partea de nord a Marii Britanii. Cel mai înalt vârf se numește Ben Nevis și măsoară 1343 metri.